# Graphoderus
Genre
Graphoderus est un genre d'insectes coléoptères de la famille des Dytiscidae. Ce genre compte les espèces suivantes :
- Graphoderus adamsii (Clark, 1864)
- Graphoderus austriacus (Sturm, 1834)
- Graphoderus bieneri Zimmermann, 1921
- Graphoderus bilineatus (De Geer, 1774)
- Graphoderus cinereus (Linnaeus, 1758)
- Graphoderus fascicollis (Harris, 1828)
- Graphoderus heeri Nilsson, 2001
- Graphoderus liberus (Say, 1825)
- Graphoderus manitobensis Wallis, 1933
- Graphoderus mirabilis Riha, 1974
- Graphoderus occidentalis Horn, 1883
- Graphoderus perplexus Sharp, 1882
- Graphoderus zonatus (Hoppe, 1795)